# Camila Mendes
Camila Carraro Mendes (Charlottesville, Virgínia, 29 de juny de 1994) és una actriu estatunidenca. Es va fer famosa internacionalment a partir del 2017 gràcies al seu rol de Veronica Lodge a la sèrie de televisió del canal The CW Riverdale.

## Biografia

### Vida primerenca
Mendes va néixer a Charlottesville, Virgínia, de pares brasilers, Victor Mendes i Gisele Carraro. La seva mare és de Porto Alegre, Rio Grande do Sul, mentre que el seu pare és de Brasília. Es va mudar 16 vegades mentre creixia, però va passar la major part de la seva infància a Florida, on va assistir a l'American Heritage School, a Plantation. Als 10 anys, va viure al Brasil durant un any.
Al maig de 2016, Mendes es va graduar a la Universitat de Nova York Tisch School of the Arts, al costat d'una altra co-estrella de Riverdale, Cole Sprouse. A la universitat, també es va fer amiga de la cantant Maggie Rogers. El 2018, Mendes va aparèixer al videoclip de la cançó de Rogers "Give a Little".

### Carrera
La primera feina d'actuació de Mendes va ser un anunci per a IKEA.
El 2016, Mendes va ser elegida pel paper de Veronica Lodge pel pilot de la sèrie de drames adolescents Riverdale, una adaptació subversiva dels personatges d'Archie Comics. Al maig de 2016, quan acaba de graduar-se, la sèrie es va oferir oficialment, sent emesa pel canal The CW a partir del 26 de gener de 2017.
Mendes va aparèixer a la portada de Women's Health al desembre de 2017 i a la de Cosmopolitan al febrer de 2018. Va fer el seu debut al cinema a The New Romantic, que es va estrenar al festival SXSW el març de 2018. El mateix mes, Mendes es va unir al casting de The Perfect Date juntament amb Laura Marano i Matt Walsh. La pel·lícula es va estrenar a Netflix el 12 d'abril de 2019.